# Cozmeni (rivier)
De Cozmeni is een zijrivier van de Olt in Roemenië. De rivier stroomt door het dorp Cozmeni en mondt uit in de Olt. De rivier stroomt in haar geheel door het district Harghita.